# Crescent and Star
Crescent and Star è un'opera di Stephen Kinzer, autore e giornalista che lavorò come capo ufficio del New York Times a Istanbul dal 1996 al 2000. Il libro fu pubblicato nel 2001 e, come affermano molti critici, è un testo che non appartiene ad alcun genere letterario; è un riassunto storico e culturale della Turchia in cui esperienze personali, aspetti tradizionali, riflessioni e informazioni storiche alternano la narrazione.

## Trama
La prima pagina di "Crescent and Star" inizia con una dedica: "Al popolo turco". Una specie di augurio per la Turchia, una frase che rende chiara l'intenzione con cui quest'opera è stata scritta. Un elogio ad un paese, alla sua ricchezza, alla sua storia e bellezza.
Il libro di Stephen Kinzer è suddiviso in dieci capitoli ognuno dei quali affronta argomenti diversi che coinvolgono il lettore in una critica e intensa analisi di vari aspetti della società turca. Opinioni e esperienze personali aiutano l'autore a descrivere in modo più ricco il paese non solo attraverso una prospettiva giornalistica ma più semplicemente umana legata cioè all'esperienza personale del visitatore che può essere quindi facilmente compresa da ogni lettore. Per questo probabilmente il testo è stato considerato da alcuni critici come un libro per principianti non adatto a coloro che già possiedono sufficienti informazioni sulla Turchia. In realtà l'aver dato ampio spazio alla descrizione di situazioni quotidiane riportando dialoghi, citando luoghi, persone, raccontando episodi particolari, leggende e credenze popolari fa in modo che questo testo mostri alcuni aspetti legati al paese che difficilmente si trovano in testi più accademici rendendo l'opera di Kinzer apprezzabile soprattutto per la passione con cui è stata scritta.
Ogni capitolo è preceduto da un "meze" (antipasto) che illustra alcuni aspetti particolari della cultura turca. Questi piccoli assaggi sono estremamente suggestivi e affascinanti, sono in grado di ricreare l'atmosfera della situazione che descrivono. Gli argomenti sono svariati e molto diversi tra loro ma ogni breve racconto è unico e toccante perché parla di persone e luoghi reali con una propria identità che non è storicamente significativa ma riflette nel suo piccolo la parte più intima e caratteristica di un paese, quella a cui l'autore è più affezionato.
Grazie a questi "meze" Kinzer fornisce molte informazioni storiche legate ad aspetti culturali e etnologici ma allo stesso tempo condivide con il lettore opinioni personali, sensazioni e esperienze.
La capacità dell'autore di rendere le opinioni di persone comuni parte integrante della narrazione è particolarmente significativa. L'equilibro che si crea tra gli eventi storici, politici e sociali e le esperienze dello scrittore coinvolto sempre emotivamente nelle situazioni descritte lasciano intendere l'amore dell'autore per questo paese che come affermano alcuni critici è sicuramente contagioso.